# ゾフィア (バル女伯)
ゾフィア・フォン・バル（ドイツ語：Sophia von Bar, 1018年ごろ - 1093年6月21日）またはソフィー・ド・バル（フランス語：Sophie de Bar）は、バル女伯（在位：1033年 - 1093年）。

## 生涯
ゾフィアはバル伯・上ロートリンゲン公フリードリヒ2世とマティルデ・フォン・シュヴァーベンの娘である。1033年に父が死去した際に相続争いに勝利し、ルッツェルブールとバル＝ル＝デュックの町を手に入れた。1038年にスカルポン家のモンベリアル伯・アルトキルシュ伯およびフェレット伯ルイ・ド・ムッソンと結婚し、2人の間には7子が生まれた。トスカーナ女伯マティルデ・ディ・カノッサはゾフィアの姪にあたる。
1076年より後に、ゾフィアはアマンスの城に聖マリア教会を完成させた。この教会は元々ゾフィアの祖父ディートリヒ1世が着工したものであった。1088年、ゾフィアはライトゥル＝ス＝アマンスにサン＝ミエル修道院の従属修道院を創建し、この修道院は1592年まで存続した。これにはトゥール司教の協力があった。一方で、これまではドマルタン＝ス＝アマンスに従属していたラトル＝ス＝アマンスの教会をサン＝ミエル修道院の従属にしようとしたゾフィアは、1076年にサン＝ミエル修道院長との間でもめていた。1076年に修道院長に選出されたジークフリートは始め、旧習に従いゾフィアより叙任されていたが、後にローマ教皇グレゴリウス7世が就任した際に教会法との相違を悔い改め、グレゴリウス7世に修道院長の杖を渡したが（叙任権闘争）、1147年の記録によるとジークフリートは赦しが与えられた後に教皇から杖が返されたという。ゾフィアは自身の庇護下にあったサン＝ミエル修道院を守るため、修道院に要塞を築いた。

## 子女
- ティエリー1世（1045年 - 1105年） - モンベリアル伯、バル伯、ムッソン伯
- ブルノ
- ルイ
- フレデリック（1092年没） - シュズ侯
- ソフィー - フローブルク伯フォルマルと結婚
- ベアトリス（1092年没） - ケルンテン公ベルトルト2世と結婚
- マティルド - ダグスブルク伯フーゴ8世・フォン・エギスハイム（1089年没）と結婚